# Clima del País Valencià

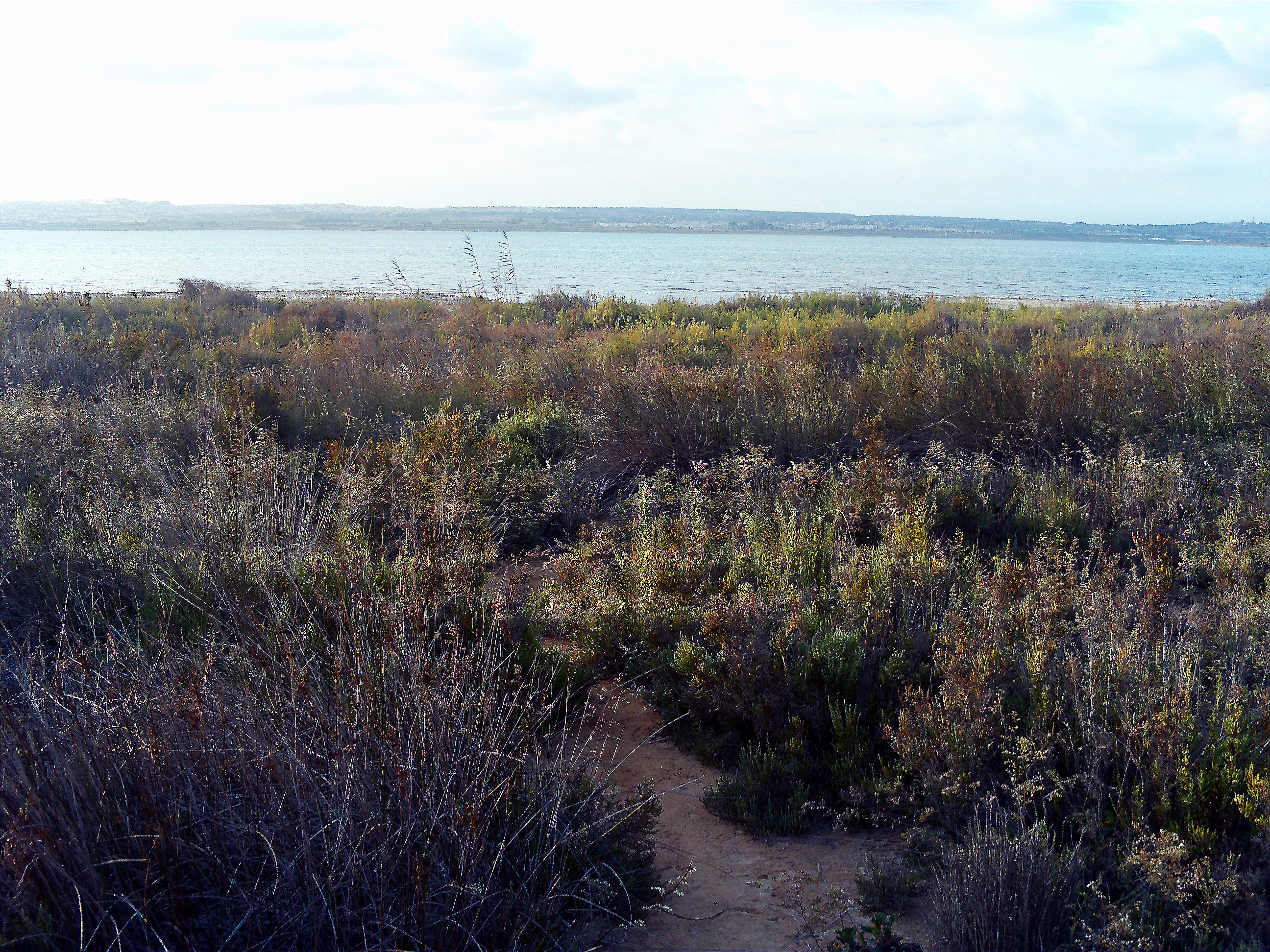
La zona de la llacuna de la Mata és on menys plou del País Valencià (uns 220 litres l'any)

El clima del País Valencià és en general mediterrani; les temperatures mitjanes anuals del litoral van pujant uniformement de nord a sud. A l'interior, la variació no és uniforme perquè hi intervé l'altitud i la distància al mar (però que mai supera els 100 km). Al territori no hi existeix el mateix tipus de clima mediterrani, sinó que hom troba el clima de la plana litoral septentrional, el clima de la plana litoral plujosa, clima semiàrid litoral, clima de la franja de transició, clima de les muntanyes del nord-est, clima de la façana plujosa del massís d'Alcoi, clima continental del vessant sec del massís d'Alcoi, i clima del sector central occidental.

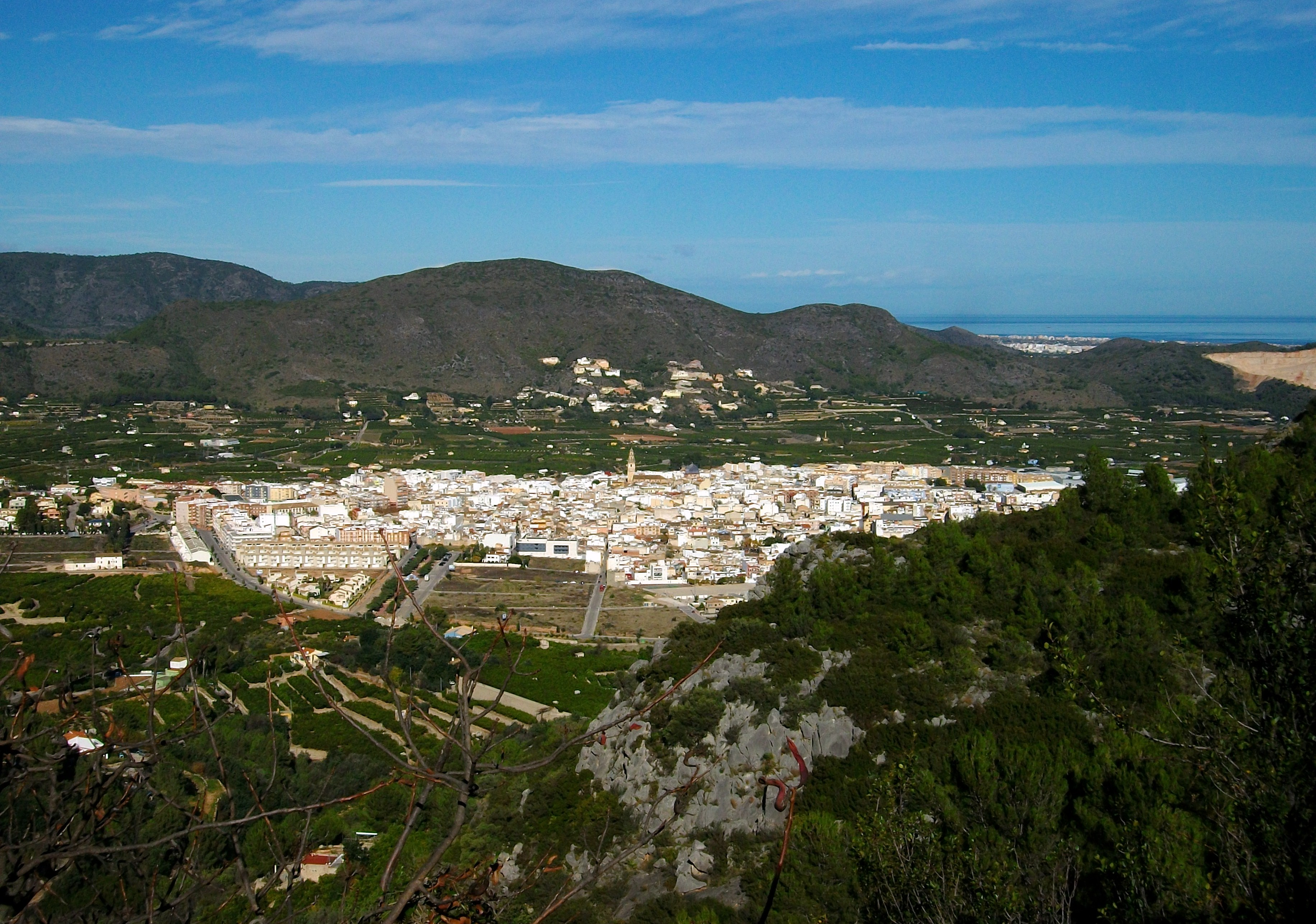
La vall de Pego és el lloc on plou més del País Valencià

Les temperatures mitjanes hivernals a les zones litorals (de desembre a febrer) són d'entre 11 °C al nord i 12,1 °C al sud. A l'interior, les comarques de la plana d'Utiel i Requena tenen unes temperatures ja pròpies de l'altiplà ibèric (entre 5 i 6 °C de mitjana) mentre que la resta del territori té o bé les pròpies de la muntanya mitjana (per exemple Morella uns 4 °C de mitjana) o les de zones d'interior (de baixa altitud), d'influència marítima atenuada, com Atzeneta del Maestrat, uns 7 °C.
Les temperatures d'estiu són més homogènies, al voltant dels 25 °C a la costa i entre 21 i 25 a l'interior; no arriben, però, als 20 °C a Morella i altres zones de més altitud encara.
El clima de muntanya es caracteritza per una disminució de la temperatura i un increment de les precipitacions, tot això d'acord amb l'augment de l'altitud. A partir dels 1.500 metres, es considera que comença el clima d'alta muntanya; per tant, al País Valencià aquest clima pràcticament no existeix, ja que les muntanyes més altes no ultrapassen els 1.800 m d'altitud. La temperatura mitjana anual oscil·la entre els 18 °C al sud, marítim, de la província d'Alacant fins als 6 °C, al cims més alts a 1.800 m d'altitud.
Les temperatures extremes a la ciutat de València han estat de -7,7 °C l'11 de febrer de 1956 i de 43 °C el 27 d'agost de 2010. La pluviometria mitjana anual oscil·la entre els 250 litres del Baix Segura (la zona més seca del País Valencià es considera la de la llacuna salada de La Mata, amb uns 220 litres l'any) i els 956 de Pego.
La humitat relativa mitjana anual es troba en general en tot el territori entre el 70 i el 75%. Al litoral, aquesta xifra és força homogènia al llarg de tots els mesos de l'any; a l'interior se'n presenta un mínim a l'estiu i un màxim a l'hivern, especialment acusat aquest en els llocs on acostuma a haver-hi boira.
El vent dominant al País Valencià, com en general a la resta d'Europa, és el de ponent (de l'oest). Al País Valencià aquest vent de vegades experimenta l'efecte Föhn en travessar l'interior de la península Ibèrica i es reescalfa, donant en aquest cas temperatures relativament altes en l'època freda de l'any i molt caloroses en l'època càlida. S'ha de tenir en compte vents més irregulars o estacionals, com són el vent de marinada i les brises de muntanya. Les velocitats mitjanes anuals del vent no són gaire elevades.
La insolació està estretament lligada a la nuvolositat, sigui de núvols alts o de núvols baixos (boira) i no tan directament lligada a la pluviometria. El País valencià se situa entre les 2.600 hores anuals i les 2.800 hores.

## Factors geogràfics i termodinàmics
El punt més al nord del territori del País valencià és a 40° 43′ i el punt més al sud a 37º 50’. Aquesta diferència de latitud (gairebé 3º) és poc rellevant des del punt de vista climàtic. Respecte a la longitud, la major part del País Valencià està a l'oest del meridià de Greenwich. El punt més a ponent és a 1º 29 oest i el més oriental a 0° 14' al cap de la Nau. Aquesta diferència de longitud no té rellevància en la pràctica en el clima.
Entre els factors termodinàmics destaca el corrent en jet que afecta el País Valencià en els equinoccis i a l'hivern (quan aquest corrent circula entre els paral·lels 30° i 50° N), mentre que a l'estiu ho fa al voltant de la latitud 50º, cosa que permet a l'anticicló de les Açores ocupar aleshores situacions més septentrionals i afectar el territori del País Valencià. L'anticicló de les Açores fa d'obstacle per a les borrasques atlàntiques (que circulin en direcció oest-nord-est) i dona lloc a un temps força sec generalitzat a tota la conca del Mediterrani..
A més de l'anticicló de les Açores, actuen sobre el País Valencià anticiclons i borrasques diverses: entre els anticiclons, tenim el polar que fa difícil que hi arribin les pertorbacions atlàntiques i l'anticicló tèrmic europeu que es forma a l'hivern i origina temps estable i fred. Per la banda de les borrasques, la d'Islàndia genera inestabilitat; la borrasca continental europea li fa pujar el punt de saturació cosa que fa difícil la condensació i la pluja, quedant aquesta en la pràctica a càrrec de les tempestes convectives; finalment, es pot citar la borrasca del golf de Gènova que origina vents humits sobre el Mediterrani i a vegades a la tardor està associada a la formació d'una gota freda amb aiguats molt concentrats al mes d'octubre al País Valencià.

## Taules climàtiques d'estacions del litoral

### Castelló de la Plana
| Paràmetres                | gen. | febr. | març | abr. | maig | juny | jul. | ag.  | set. | oct. | nov. | des. | Anual |
| Temperatures mitjanes, ºС | 10,4 | 11,4  | 12,8 | 14,6 | 17,8 | 21,6 | 24,5 | 25,0 | 22,4 | 18,3 | 14,0 | 11,4 | 17,0  |
| Pluja, mm                 | 35   | 26    | 29   | 38   | 37   | 20   | 12   | 29   | 62   | 71   | 41   | 46   | 442   |
| ------------------------- | ---- | ----- | ---- | ---- | ---- | ---- | ---- | ---- | ---- | ---- | ---- | ---- | ----- |

Font: AEMET, Agencia Estatal de Meteorologia.
Evapotranspiració potencial: 862 litres

### València
| Paràmetres                | gen. | febr. | març | abr. | maig  | juny | jul. | ag.  | set. | oct. | nov. | des. | Anual |
| Temperatures mitjanes, ºС | 10,9 | 11,6  | 13,4 | 15,1 | 18,3  | 21,5 | 24,4 | 24,8 | 22,7 | 18,7 | 14,4 | 11,7 | 17,4  |
| Pluja, mm                 | 32,3 | 30,2  | 33,8 | 35,2 | 34,,8 | 22,4 | 8,6  | 14,8 | 63,8 | 96,3 | 53,5 | 41,5 | 468,7 |
| ------------------------- | ---- | ----- | ---- | ---- | ----- | ---- | ---- | ---- | ---- | ---- | ---- | ---- | ----- |

Font: AEMET, Agencia Estatal de Meteorologia.
Evapotranspiració potencial: 872 litres 

### Alacant
| Paràmetres                | gen. | febr. | març | abr. | maig | juny | jul. | ag.  | set. | oct. | nov. | des. | Anual |
| Temperatures mitjanes, ºС | 11,5 | 12,4  | 13,7 | 15,5 | 18,4 | 22,2 | 24,9 | 25,5 | 23,1 | 19,1 | 15,2 | 12,5 | 17,8  |
| Pluja, mm                 | 22   | 22    | 26   | 30   | 34   | 17   | 6    | 8    | 47   | 52   | 42   | 26   | 336   |
| ------------------------- | ---- | ----- | ---- | ---- | ---- | ---- | ---- | ---- | ---- | ---- | ---- | ---- | ----- |

Font: AEMET, Agencia Estatal de Meteorologia.
Evapotranspiració potencial: 905 litres

## Taules climàtiques de localitats de l'interior
http://www.globalbioclimatics.org/data/indexcsp.htm Arxivat 2011-06-17 a Wayback Machine.

### Morella (cota 984 m)
Morella té un clima típicament submediterrani de la muntanya mitjana. Els tres mesos d'hivern (de desembre a febrer) tenen una temperatura mitjana qualificada d'hivernal (menor de 5 °C), però no presenta mesos frígids (temperatures mitjanes per sobre dels zero graus). L'estiu tèrmic es redueix als mesos de juliol i agost. El règim de pluges és tardor-primavera-estiu-hivern. El dèficit pluviomètric és moderat, d'uns 70 litres.
| Paràmetres                | gen. | febr. | març | abr. | maig | juny | jul. | ag.  | set. | oct. | nov. | des. | Anual |
| Temperatures mitjanes, ºС | 3,6  | 4,5   | 6,5  | 9,1  | 13,4 | 17,1 | 20,3 | 20,3 | 17,2 | 12,0 | 7,7  | 4,4  | 11,3  |
| Pluja, mm                 | 30   | 31    | 41   | 41   | 78   | 53   | 42   | 36   | 57   | 80   | 53   | 57   | 599   |
| ------------------------- | ---- | ----- | ---- | ---- | ---- | ---- | ---- | ---- | ---- | ---- | ---- | ---- | ----- |

Evapotranspiració potencial: 672 litres

### Vistabella (cota 1.400 m)
Vistabella, a 1.400 m, té un clima de muntanya mitjana contigu al d'alta muntanya. L'hivern tèrmic dura cinc mesos i ja no hi ha un estiu tèrmic perquè les temperatures mitjanes no arriben als 20 °C, i juliol i agost són tèrmicament subestivals. La pluviometria anual supera l'evapotranspiració, tot i que hi ha una sequera moderada durant l'estiu.
| Paràmetres                | gen. | febr. | març | abr. | maig | juny | jul. | ag.  | set. | oct. | nov. | des. | Anual |
| Temperatures mitjanes, ºС | 2,2  | 2,0   | 5,3  | 7,1  | 10,9 | 13,7 | 17,3 | 16,8 | 14,1 | 9,6  | 5,3  | 3,0  | 8,9   |
| Pluja, mm                 | 30   | 41    | 54   | 52   | 67   | 66   | 39   | 42   | 73   | 121  | 84   | 79   | 748   |
| ------------------------- | ---- | ----- | ---- | ---- | ---- | ---- | ---- | ---- | ---- | ---- | ---- | ---- | ----- |

Evapotranspiració potencial: 599 litres

### Atzeneta del Maestrat (cota 400 m)
| Paràmetres                | gen. | febr. | març | abr. | maig | juny | jul. | ag.  | set. | oct. | nov. | des. | Anual |
| Temperatures mitjanes, ºС | 7,0  | 8,3   | 11   | 13,3 | 16,7 | 20,2 | 23,5 | 23,3 | 20,6 | 16,0 | 11,1 | 8,1  | 14,9  |
| Pluja, mm                 | 29   | 39    | 46   | 53   | 62   | 46   | 23   | 41   | 78   | 108  | 47   | 65   | 637   |
| ------------------------- | ---- | ----- | ---- | ---- | ---- | ---- | ---- | ---- | ---- | ---- | ---- | ---- | ----- |

Evapotranspiració potencial: 788 litres

### Alcoi (cota 562 m)
Alcoi i Atzeneta del Mestrat tenen unes temperatures mitjanes mensuals molt similars; es diferencien per la molt menor pluviometria anual d'Alcoi respecte a Atzeneta.
| Paràmetres                | gen. | febr. | març | abr. | maig | juny | jul. | ag. | set. | oct. | nov. | des. | Anual |
| Temperatures mitjanes, ºС | 7,4  | 8,1   | 10,9 | 11,9 | 16,4 | 20,0 | 24   | 24  | 20,6 | 15,2 | 10,8 | 8,2  | 14,8  |
| Pluja, mm                 | 49   | 40    | 39   | 51   | 28   | 31   | 5    | 10  | 35   | 86   | 40   | 65   | 479   |
| ------------------------- | ---- | ----- | ---- | ---- | ---- | ---- | ---- | --- | ---- | ---- | ---- | ---- | ----- |

Evapotranspiració potencial: 783 litres

### Pego (cota 82 m)
Pego està situat en la zona més plujosa del País Valencià, que trenca la relació directa entre disminució de la latitud i disminució de la pluviometria. Malgrat tenir una pluviometria molt alta, Pego té un estiu molt sec. La major part de la pluja (45%) es recull d'octubre a desembre.
| Paràmetres                | gen. | febr. | març | abr. | maig | juny | jul. | ag.  | set. | oct. | nov. | des. | Anual |
| Temperatures mitjanes, ºС | 10,4 | 11,2  | 13,0 | 15,6 | 18,6 | 23,2 | 25,4 | 25,7 | 22,6 | 18,2 | 14,6 | 10,9 | 17,5  |
| Pluja, mm                 | 90   | 76    | 72   | 85   | 62   | 38   | 6    | 23   | 79   | 196  | 117  | 112  | 956   |
| ------------------------- | ---- | ----- | ---- | ---- | ---- | ---- | ---- | ---- | ---- | ---- | ---- | ---- | ----- |

Evapotranspiració potencial: 892 litres

### Cofrents (cota 394 m)
Cofrents, en ser una localitat de l'interior i de poca altitud, presenta uns mesos de juliol i agost molt càlids.
| Paràmetres                | gen. | febr. | març | abr. | maig | juny | jul. | ag.  | set. | oct. | nov. | des. | Anual |
| Temperatures mitjanes, ºС | 6,8  | 8,7   | 11,4 | 14,6 | 19,3 | 23,2 | 27,0 | 27,1 | 23,4 | 16,9 | 11,5 | 7,8  | 16,5  |
| Pluja, mm                 | 24   | 48    | 35   | 38   | 41   | 29   | 21   | 26   | 46   | 57   | 25   | 57   | 447   |
| ------------------------- | ---- | ----- | ---- | ---- | ---- | ---- | ---- | ---- | ---- | ---- | ---- | ---- | ----- |

Evapotranspiració potencial: 890 litres

### Requena (cota 692 m)
| Paràmetres                | gen. | febr. | març | abr. | maig | juny | jul. | ag.  | set. | oct. | nov. | des. | Anual |
| Temperatures mitjanes, ºС | 5,4  | 6,8   | 9,5  | 11,9 | 16   | 19,9 | 23,5 | 24,3 | 19,8 | 14,5 | 9,4  | 6,2  | 13,9  |
| Pluja, mm                 | 28   | 31    | 30   | 33   | 46   | 36   | 12   | 26   | 38   | 51   | 31   | 45   | 407   |
| ------------------------- | ---- | ----- | ---- | ---- | ---- | ---- | ---- | ---- | ---- | ---- | ---- | ---- | ----- |

Evapotranspiració potencial: 761 litres 

### Utiel (cota 735 m)
Utiel, malgrat tenir una altitud molt similar a la de Requena, té una temperatura mitjana anual 1,7 °C més baixa.
| Paràmetres                | gen. | febr. | març | abr. | maig | juny | jul. | ag.  | set. | oct. | nov. | des. | Anual |
| Temperatures mitjanes, ºС | 4,1  | 5,2   | 8    | 10,7 | 14,4 | 18,5 | 21,8 | 21,4 | 16,6 | 13,1 | 7,9  | 4,7  | 12,2  |
| Pluja, mm                 | 26   | 31    | 31   | 36   | 43   | 38   | 13   | 21   | 42   | 48   | 31   | 36   | 396   |
| ------------------------- | ---- | ----- | ---- | ---- | ---- | ---- | ---- | ---- | ---- | ---- | ---- | ---- | ----- |

Evapotranspiració potencial: 701 litres

## Pluges i inundacions
El cantant Raimon Pelegero va dir en una ocasió que al País Valencià no sap ploure referint-se a la irregularitat de les precipitacions, la seva concentració en un període relativament curt i al risc d'inundacions. A l'estat espanyol, segons els geòlegs, el País Valencià és la segona autonomia amb risc més alt d'inundacions, precedida per Andalusia i seguida de Catalunya. La superfície del País Valencià amb un risc apreciable d'inundació és de 1.300 km², amb una població afectada d'unes 350.000 persones. Per exemple, les inundacions del riu Xúquer de 1982 provocaren el desplaçament de 100.000 persones i pèrdues econòmiques de 200.000 milions de pessetes d'aquell any. El nivell de risc d'inundació no depèn només del clima, sinó, entre altres factors, també del relleu geogràfic. Les zones de major risc d'inundació del País Valencià es considera oficialment que són: la desembocadura de la rambla d'Alcalà (al sud de Benicarló), el riu Sec de Borriol o rambla de Borriol (que desemboca a Castelló de la Plana), La desembocadura del riu Palància, barrancs de Carreixet i Palmeret (Horta Nord), inundació massiva del riu Xúquer, (amb tres subzones), i els barrancs de Juncaret i Orgègia, que van a parar a la platja de l'Albufereta d'Alacant.

### Origen de les pluges
Les precipitacions per fronts atlàntics porten menys pluges que els fronts d'origen mediterrani, però són precipitacions més regulars i segures. El País Valencià està a la part est de la península Ibèrica i a sotavent dels fronts atlàntics, per això hi arriba relativament poca quantitat de precipitació d'aquest origen. A l'interior del País valencià, les precipitacions per adveccions atlàntiques arriben al 40% del total anual, mentre que al litoral només representen un 15-20%.